# 苗羽村
苗羽村（のうまそん）は、香川県小豆郡にあった村。
なお、「苗羽」を「のうま」と読むのは難読地名の中でも屈指の難読で、文字から想像もつかないことから地理マニアを唸らせるレベルの難読地名と言われている。

## 歴史
- 1890年2月15日 - 町村制施行に伴い、小豆郡苗羽村・古江村・堀越村・田浦村が合併し、苗羽村となる。
- 1942年12月31日 - 柚の浜沖合で内海汽船所属の「錦丸」（42トン）が転覆。4人は柚の浜に泳ぎ着くなどして生還したが、死者・行方不明者72人（推定）[3]。
- 1950年3月15日 - 村内に昭和天皇の戦後巡幸。丸金醤油工場を視察[4]。
- 1951年4月1日 - 小豆郡草壁町、安田村、坂手村、西村と合併し内海町となり消滅。

## 経済

### 産業
農業
『大日本篤農家名鑑』によれば、苗羽村の篤農家は「岩部亀士、曾根庄太郎」などがいた。
企業
- 香川肥料 - 設立は1923年、代表者は高橋永蔵[6]。
- 内海醤油 - 創業は1902年、代表者は塩田亀吉[7][8]。
- 船山醤油 - 創業は1888年、代表者は照下兼吉[9][8]。
- 小豆島醤油 - 創業は1900年、代表者は大西繁蔵[10][11]。
- 丸金醤油 - 創業は1907年。代表者は木下忠次郎[12][8]。

工場など
- イリヤマエ醤油醸造場 - 創業は1868年、代表者は木下ヨセ[8]。
- 岡本醤油製造所 - 創業は1879年、代表者は岡本瀧三郎[8]。
- 三階菱醤油醸造所 - 創業は1889年、代表者は黒島岩吉[11]。
- 宮坂醤油醸造場 - 創業は1872年、代表者は木下仙治郎[11]。
- 塩忠醸造工場 - 創業は1819年、代表者は木下忠次郎[11]。

## 出身・ゆかりのある人物
- 木下忠次郎（香川県多額納税者、丸金醤油社長）[13]
- 塩田亀吉（丸金醤油取締役、内海醤油社長）
- 村崎サイ（徳島文理大学の創立者）